# Boráros téri HÉV-baleset
A Boráros téri HÉV-baleset 1978. április 13-án, csütörtökön 17 óra 10 perckor, a legnagyobb délutáni forgalomban történt a budapesti Boráros téri HÉV-végállomáson.

## A baleset
A Csepel felől érkező, négy motorkocsiból és két pótkocsiból álló HÉV-szerelvény fékezhetetlenség következtében nem tudott megállni, 30–40 km/h sebességgel átszakította a vágánybakot, majd belerohant az állomásépületbe és a várócsarnokba, ahol az esős idő miatt nagyon sokan tartózkodtak. Az első kocsi teljes hosszában végigszántott a várócsarnokon, romba döntve az épület felét. Tizennyolcan meghaltak (tizenhatan a helyszínen, ketten a kórházban), öten életveszélyes, heten súlyos, tizenegyen könnyebb sérüléseket szenvedtek. Az anyagi kár meghaladta a 2,5 millió forintot.
A helyszínre a tűzoltóság nagy erőkkel kivonuló egységei érkeztek meg elsőként. A sérültek ellátását már ők megkezdték. Nem sokkal utánuk befutottak az Országos Mentőszolgálat eset- és rohamkocsijai. Az öt legsúlyosabb sérültet a Honvéd Kórház baleseti sebészetére szállították. Közülük négy személy a traumatológia intenzív osztályára került, egy sérültet pedig azonnal az idegsebészeti műtőbe vittek; a két legsúlyosabb, válságos állapotú sérült életét nem tudták megmenteni. A nem életveszélyes sérülteket az újpesti, a Péterfy Sándor utcai és a Bajcsy-Zsilinszky Kórház vette fel. Tizenkilenc személyt a baleset helyszínén ambuláns ellátásban részesítettek.
A szerencsétlenség súlyosságához hozzájárult, hogy az állomásépület – észszerűtlen módon – a vágányok meghosszabbításában, közvetlenül az ütközőbakok mögött helyezkedett el. Az épület annyira megrongálódott, hogy le kellett bontani. Hasonló baleset elkerülésére a vágányoktól hátrébb létesült egy ideiglenes váróépület, majd a tér 1980-as évek eleji átépítésekor a Duna felőli peron mellett került sor az új, végleges állomásépület kialakítására.

## Vizsgálatok
A szerencsétlenség után a BRFK őrizetbe vette Ladó Sándor László 21 éves és Vanyorek Károly 36 éves HÉV-motorvezetőt, valamint Samu János 30 éves villanyszerelőt.
Az igazságügyi, műszaki és forgalmi szakértők bevonásával lefolytatott hatósági vizsgálat a motorvezetők és a HÉV-szervizszolgálat felelősségét állapította meg. A Fővárosi Bíróság elsőfokú ítéletében (1978. november) a vasúti közlekedés biztonsága elleni, halált és különösen nagy kárt okozó gondatlanul elkövetett bűntettben Ladót elsőrendű vádlottként főbüntetésül 3 év 8 hónapi, fogházban letöltendő szabadságvesztésre, mellékbüntetésül a villamos motorvonatok vezetésétől 4 évi eltiltásra; Vanyoreket másodrendű vádlottként főbüntetésül 2 év 8 hónapi, ugyancsak fogházban letöltendő szabadságvesztésre, mellékbüntetésül a villamos motorvonatok vezetésétől 3 évi eltiltásra ítélte. A másodfokon eljáró Legfelsőbb Bíróság ítéletében (1979. március) Vanyorek fogházbüntetésének tartamát 3 év 4 hónapra emelte, s mindkét vádlottat véglegesen eltiltotta a vasúti járművek vezetésétől. A Legfelsőbb Bíróság büntetőkollégiumának határozata megállapította: a balesetet a vádlottak mulasztása és – részben erre visszavezethető – műszaki okok idézték elő.

## A baleset halálos áldozatai
- Bercsényi János (35), budapesti lakos
- Bosnyákné Dobos Irén dr. (24), budapesti lakos – a kórházban hunyt el
- Csizmadia László (25), budapesti lakos
- Földesi Jánosné (24), halásztelki lakos
- Gajdos Sebestyén (18), budapesti lakos
- Gál Ferenc dr. (48), budapesti lakos – a kórházban hunyt el
- Gyöngyösi Zsófia (20), budapesti lakos
- Hegedűs Imréné (59), budapesti lakos
- Horváth Andrásné (52), budapesti lakos
- Jelen Aranka (18), budapesti lakos
- Kelemen Károly (52), budapesti lakos
- Kiss Zoltánné (52), budapesti lakos
- Kuczbel Ferenc (19), budapesti lakos
- Láng Szilárd (64), budapesti lakos
- Morvai Pál (27), budapesti lakos
- Németh Zoltánné (54), ráckevei lakos
- Papp Valéria (18), budapesti lakos
- Szücs Jánosné (65), budapesti lakos

2024. április 13-án, a tragédia 46. évfordulóján a Szent Imre tér megállóhelynél emléktáblát avattak az áldozatok tiszteletére.